# Brestskaja krepost
Brestskaja krepost (russisk: Брестская крепость) er en russisk-hviderussisk spillefilm fra 2010 af Aleksandr Kott.

## Medvirkende
- Aleksej Kopasjov som Aleksandr 'Sasjka' Akimov
- Andrej Merzlikin som Andrej Kizjevatov
- Pavel Derevjanko som Jefim Fomin
- Aleksandr Korsjunov som Pjotr Gavrilov
- Mikhail Pavlik